# Billy Liddell
William Beveridge Liddell (10 de gener de 1922 - 3 de juliol de 2001) fou un futbolista escocès de la dècada de 1940.
Fou internacional amb la selecció d'Escòcia. Pel que fa a clubs, defensà els colors del Liverpool durant tota la seva carrera, entre 1938 i 1961, marcant 228 gols en 534 partits.

## Palmarès
Liverpool
- English First Division (1): 1946-47